# Saint-Victor-la-Coste
Saint-Victor-la-Coste – miejscowość i gmina we Francji, w regionie Oksytania, w departamencie Gard.
Według danych na rok 1990 gminę zamieszkiwało 1285 osób, a gęstość zaludnienia wynosiła 48 osób/km² (wśród 1545 gmin Langwedocji-Roussillon Saint-Victor-la-Coste plasuje się na 285. miejscu pod względem liczby ludności, natomiast pod względem powierzchni na miejscu 246.).